# Suminoe Kōgyō

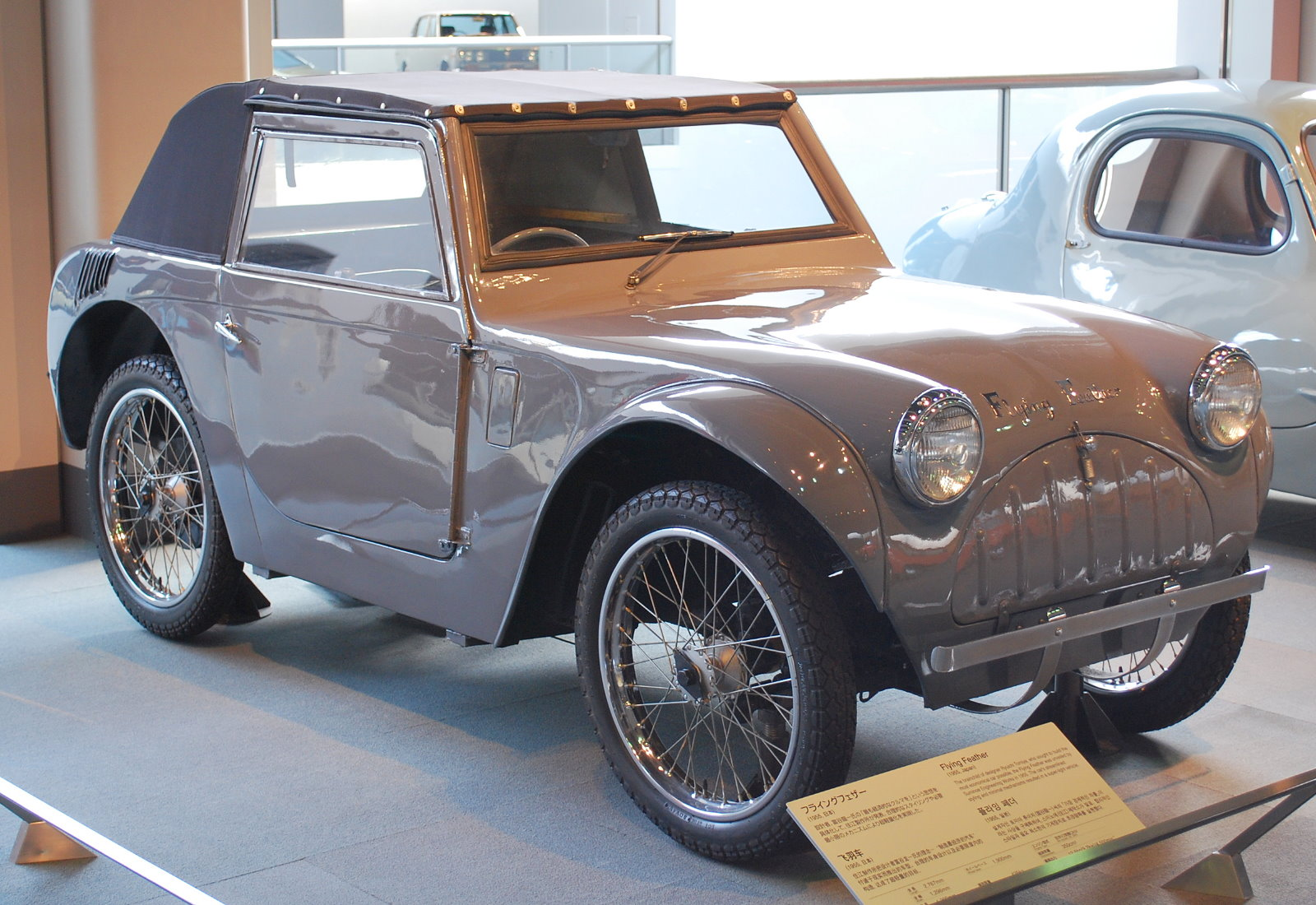
Suminoe Flying Feather von 1955

Suminoe Kōgyō K.K. (jap. 住江工業株式会社) ist ein Hersteller von Fahrzeugsitzen aus Japan.

## Unternehmensgeschichte
Im September 1943 gründete das Textilunternehmen Suminoe Orimono das Tochterunternehmen Nara Mokuzai Kōgyō (奈良木材工業, „Holzprodukte Nara“) zur Möbelherstellung. Im Juli 1944 erfolgte die Umbenennung in Nara Kōkūki Kōgyō (奈良航空機工業, „Flugzeugprodukte Nara“), wobei Holzteile für Flugzeuge gefertigt wurden, sowie im Oktober 1945 die Umfirmierung auf K.K. Suminoe Seisakusho (株式会社住江製作所) und wurde im Februar 1954 unabhängig.
Das Unternehmen aus Kyōtanabe stellte ab 1947 Fahrzeugsitze, sowie Karosserien her. Ein Abnehmer war Datsun. 1954 begann unter Leitung von Yutaka Katayama die Produktion von Automobilen. Der Markenname lautete Suminoe. 1955 endete die Automobilproduktion. Insgesamt entstanden weniger als 200 Fahrzeuge.
Im August 1983 nahm das Unternehmen seinen heutigen Namen an.

## Fahrzeuge
Das einzige Modell war der Flying Feather (フライングフェザー, Furaingu Fezā). Dies war ein 425 kg schwerer Kleinstwagen mit zwei Sitzen. Ein luftgekühlter V2-Motor mit 350 cm³ Hubraum und 12 PS Leistung war im Heck montiert und trieb die Hinterräder an. Das Getriebe hatte drei Gänge. Die Höchstgeschwindigkeit war mit 64 km/h angegeben.